# 国家戦略特別区域
国家戦略特別区域（こっかせんりゃくとくべつくいき）は、日本経済再生本部からの提案を受け、第2次安倍内閣が成長戦略の柱の一つとして掲げ、国家戦略特別区域法2条で「地域振興」と「国際競争力向上」を目的に規定された経済特区である。国家戦略特区（こっかせんりゃくとっく）と略される。

## 概要
あらゆる岩盤規制を打ち抜く突破口とするために、内閣総理大臣が主導して、地域を絞ってエリア内に限り従来の規制を大幅に緩めることを目的とする。また、この区域は「解雇ルール」、「労働時間法制」、「有期雇用制度」の3点の見直しを対象としている。

## 経緯
- 2013年（平成25年）10月21日、午前の衆議院予算委員会で、雇用分野を所管する厚生労働大臣など、関係分野の国務大臣を、国家戦略特区ごとに設ける統合推進本部から、外す考えを表明。この件に関して安倍晋三総理は、「意見を述べる機会を与えることとするが、大切なのは意思決定。意思決定には加えない方向で検討している」と語った[4]。
- 産業競争力会議の竹中平蔵は、内閣総理大臣の主導により「地方から国にお願いして国が上の立場から許可するというもの」ではなく、「国を代表して内閣府特命担当大臣（国家戦略特別区域担当）、地方を代表して知事や市長、民間を代表して企業の社長という国、地方、企業の3者統合本部でミニ独立政府の様に決められる主体性を持った新しい特区」であると語り、「特区を活用して岩盤規制に切り込みたいと思っている」と語っている[5]。
- 特区の今後の方針について、竹中平蔵は、「（2014年）1月24日に召集される通常国会で国家戦略特区法をさらに磨き上げる」、「臨時国会で措置した特例措置は、あくまで暫定的な初期メニュー」、「さらに（規制改革の）項目を追加していかなければならない」、「更なる措置に向けて、早急な調整を進めるべき」というコラムを掲載しており、対象範囲を広げていく予定[6]。

## 諮問会議

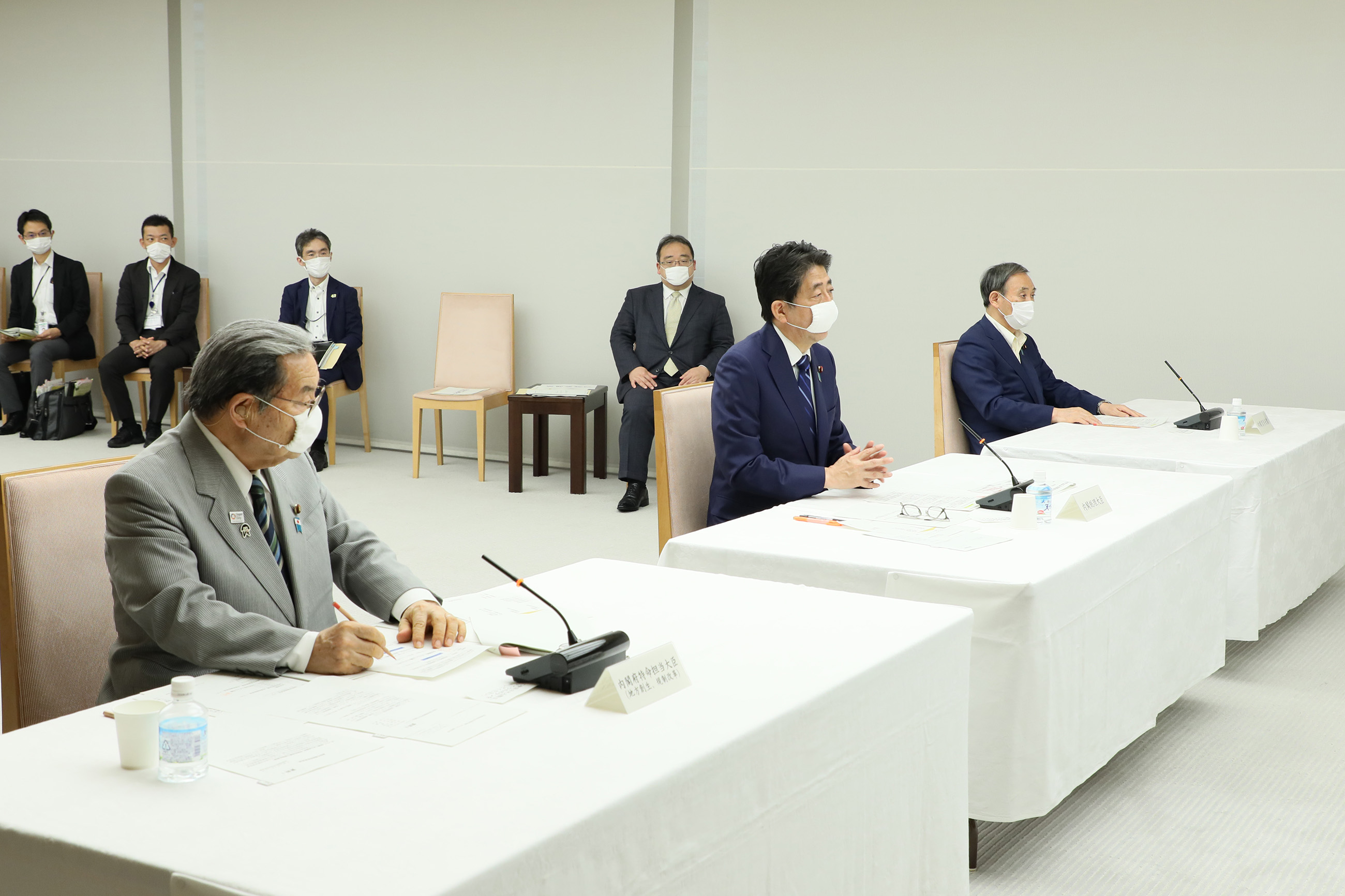
第44回国家戦略特別区域諮問会議（2020年5月）

国家戦略特別区域諮問会議（こっかせんりゃくとくべつくいきしもんかいぎ）は、国家戦略特別区域法に基づいて設置された重要政策に関する会議。成員は以下の通り。
- 議長
  - 石破茂（内閣総理大臣）
- 議員
  - 伊東良孝（内閣府特命担当大臣（地方創生担当）
  - 林芳正（内閣官房長官）
  - 加藤勝信（財務大臣）
  - 平将明（内閣府特命担当大臣（規制改革担当））
  - 赤澤亮正（経済再生担当大臣 兼 内閣府特命担当大臣（経済財政政策担当））
- 有識者議員
  - 大槻奈那（名古屋商科大学大学院マネジメント研究科教授、ピクテ・ジャパンシニア・フェロー）
  - 垣内俊哉（ミライロ代表取締役）
  - 越塚登（東京大学大学院情報学環教授）
  - 菅原晶子（経済同友会常務理事）
  - 中川雅之（日本大学経済学部教授）

（2024年10月現在）

## 論評
- アメリカ通商代表部(USTR)のウェンディ・カトラー次席代表代行は、アベノミクスの3本目の矢である「成長戦略」に謳われている規制緩和や透明性の確保などについて、「TPP交渉のうち1つの焦点となっている非関税分野で、アメリカが目指すゴールと方向性が完全に一致している」、「（TPP交渉の非関税分野の議論は）ほとんどすべて安倍首相の3本目の矢の構造改革プログラムに入っている」と語り、歓迎している[8]。
- 経済ジャーナリストの東谷暁は、「(国家)戦略特区は間違いなくTPPの受け皿」、「安倍政権の成長戦略は、『アメリカがTPPやそれと並行して行われている二国間交渉で要求していること』をほとんど全て満たしています」、「規制緩和に反対する人たちを「お白洲」に引っ張り出してみんなで批判し、規制緩和を進める」と述べている[9]。

## 指定区域・指定内容

### 北海道地方
- 北海道 - 日本の再生可能エネルギー供給基地とデジタル産業の拠点

### 東北地方
- 秋田県仙北市 - 「農林・医療の交流」のための改革拠点
- 宮城県仙台市 - 「女性活躍・社会起業」のための改革拠点

### 関東地方
- 東京圏（東京都・神奈川県・千葉県） - 国際ビジネス・イノベーションの拠点
- 茨城県つくば市 - スーパーシティ型国家戦略特別区域

### 中部地方
- 新潟県新潟市 - 大規模農業の改革拠点
- 愛知県 - 「産業の担い手育成」のための教育・雇用・農業等の総合改革拠点

### 近畿地方
- 関西圏（京都府・大阪府・兵庫県の全域または一部） - 医療等イノベーション拠点、チャレンジ人材支援
- 兵庫県養父市 - 中山間地農業の改革拠点

### 中四国地方
- 広島県・愛媛県今治市 - 観光・教育・創業などの国際交流・ビッグデータ活用特区

### 九州地方
- 福岡県福岡市・北九州市 - 創業のための雇用改革拠点
- 沖縄県 - 国際観光拠点

## 都市再生認定事業
詳細は都市再生特別地区を参照。
- 大手町一丁目地区 - 2015年6月認定、初認定事業。OH-1計画。
- 大手町（常盤橋）地区 - 2016年4月認定、地上390mの超高層ビルを建設。
- 日本橋兜町・茅場町一丁目 - 2018年3月認定
- 八重洲一丁目6地区 - 2015年9月認定（八重洲一丁目東地区再開発）
- 八重洲二丁目1地区 - 2015年9月認定
- 八重洲二丁目中地区 - 2017年9月認定
- 有楽町駅周辺地区
- 日比谷地区 - 2014年12月認定（東京ミッドタウン日比谷）
- 虎ノ門一、二丁目地区（虎ノ門ヒルズ ステーションタワー）
- 虎ノ門一丁目地区（虎ノ門ヒルズ ビジネスタワー）
- 日比谷線新駅 - 2015年6月認定（虎ノ門ヒルズ駅）
- 虎ノ門四丁目 - 2015年3月認定（東京ワールドゲート 神谷町トラストタワー）
- 愛宕地区（虎ノ門ヒルズ レジデンシャルタワー）
- 虎ノ門・麻布台地区
- 六本木五丁目地区
- 竹芝地区
- 芝浦一丁目地区（東芝ビルディング再開発）
- 三田三、四丁目地区
- 品川駅周辺地区 - 2016年4月認定
- 臨海副都心有明地区
- 羽田空港跡地地区
- 西新宿二丁目地区
- 八重洲一丁目北地区
- 日本橋一丁目中地区
- 日本橋一丁目東地区
- 八重洲二丁目南地区
- 豊島区庁舎跡地地区 - 2016年9月認定
- 京橋一丁目東地区
- 品川駅北周辺地区 - 2019年4月認定（高輪ゲートウェイ駅）
- 浜松町二丁目地区 - 2017年9月認定（世界貿易センタービル再開発）
- 赤坂二丁目地区 - 2018年6月認定
- 歌舞伎町一丁目地区 - 2018年6月認定
- 南池袋二丁目C地区 - 2018年6月認定
- 東京国際空港第2ゾーン地区（予定）
- 東池袋一丁目地区（予定）
- 新宿駅西口地区（予定）
- 内神田一丁目（予定）
- 虎ノ門一丁目東地区（予定）

## 主な事業
- 神奈川県、大阪府、沖縄県と千葉県成田市では地域限定保育士が創設[11]。
- 東京都や神奈川県、大阪市では家事代行サービスの外国人「活用」が解禁[12]。
- 千葉県成田市では国際医療福祉大学が国内で38年ぶりに医学部を新設[13]。
- 52年ぶりの獣医学部新設（加計学園問題参照）

## 民進党による特区停止法案
2017年6月7日に、民進党は、加計学園問題への追及を強める中で「国家戦略特区法停止・見直し法案」を参議院に提出したが、廃案となっている。